# Vorderglärnisch
Der Vorderglärnisch mit einer Höhe von 2328 m ü. M. ist der prägende Gebirgsstock des vorderen Glarnerlandes in der Schweiz und ragt südwestlich der Stadt Glarus auf.
Der Vorderglärnisch teilt das bis dort gerade nach Süden verlaufende Haupttal des Glarnerlandes auf in das nördlich des Berges in Richtung Westen verlaufende Klöntal mit dem Klöntalersee in Richtung Pragelpass und das Linthtal im Südosten in Richtung Südwesten zum Klausenpass, den beiden einzigen befahrbaren Auswegen aus dem Kanton Glarus neben dem nördlichen Talausgang. Hinter dem Vorderglärnisch ragt die Glärnischgruppe empor (Vrenelisgärtli 2904 m ü. M.).
Der Vorderglärnisch besteht aus Kalksteinen der Jura- und Kreidezeit.

## Aufstieg

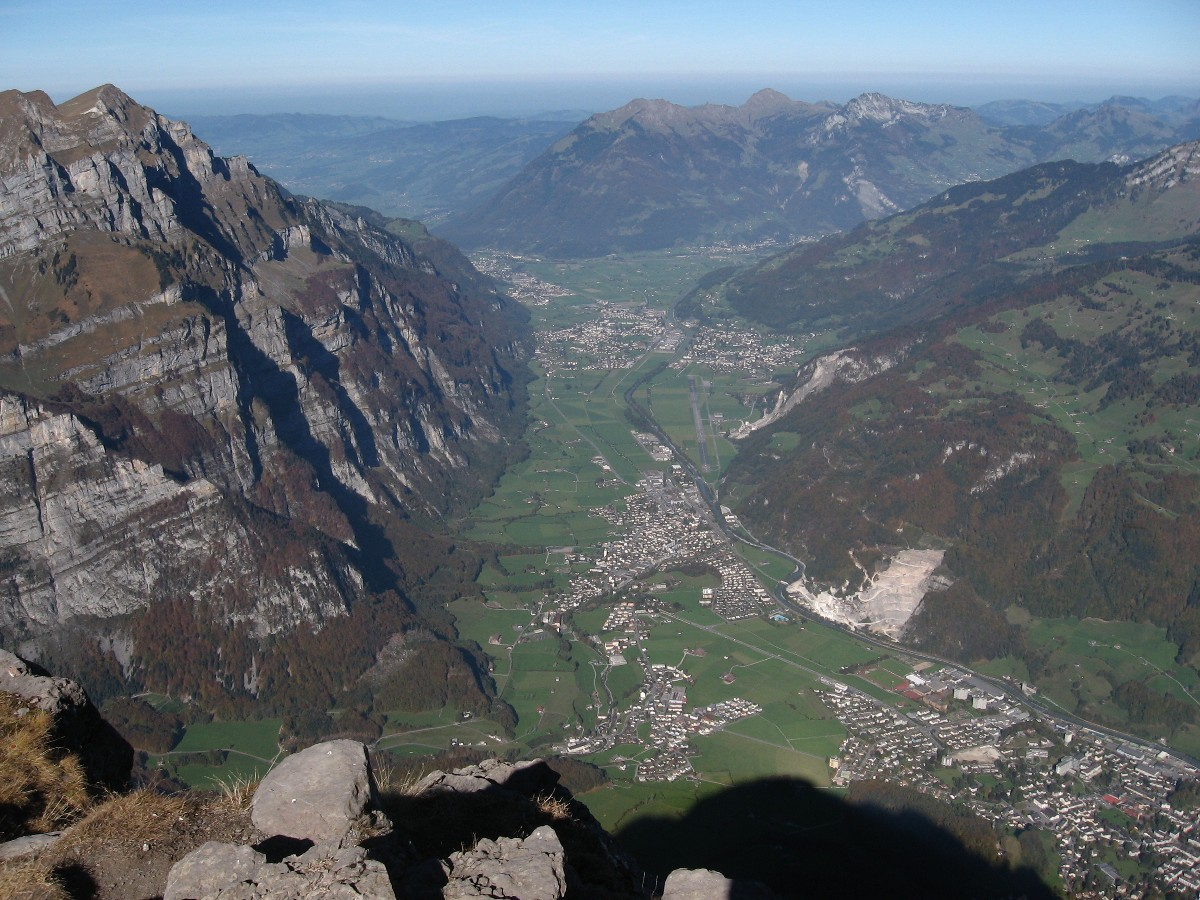
Vom Vorderglärnisch nach Norden; rechts unten Glarus, links Riedern, dann Netstal, Mollis/Näfels und Niederurnen am Talausgang.

Die normale, vom Klöntal über Hinter Saggberg und Schlattalpli verlaufende Aufstiegsroute ist als blau-weisse Alpin-Wanderroute (T4) gekennzeichnet. Der Aufstieg von Schwändi her ist nicht gekennzeichnet, jedoch mit Karte und Beschreibung auch dank alter Wegmarkierungen für geübte Berggänger auffindbar (T5).